# Gródek (Podlachie)
Gródek est un village et le chef-lieu de la gmina de Gródek, située dans le powiat de Białystok, dans la voïvodie de Podlachie à l'est de la Pologne, près de la frontière avec la Biélorussie.